# Familie Merian
Familie Merian ist eine 36-teilige, österreichische Fernsehserie, die zwischen 1980 und 1985 (Folgen 1 bis 30) sowie 1993 (Folgen 31 bis 36) gedreht und gesendet wurde. Das Drehbuch stammte von Jörg Mauthe (Folgen 1 bis 30) bzw. Walter Davy (Folgen 31 bis 36). Die Regie führte Walter Davy.

## Handlung
Die Serie zeigt den Alltag des Wiener Ehepaars Merian mit ihrer querschnittgelähmten Tochter Claudia und den beiden Söhnen Heini und Schorsch.

## Episodenliste
1. Venedig wäre eine Reise wert
2. Wie geht's Ihrer Tochter?
3. Der Mensch ist ein kompliziertes Gebilde
4. Rindfleisch mit Fisolen
5. Handgebogene Bananen
6. Und was hätten Sie getan?
7. Zögernitz und Zögernitz
8. Frau Dommelmaier hat sich nicht gekümmert
9. Hätten Sie was dagegen?
10. Bohnen, Gelsen und Paradeiser
11. Einfach ein schlechter Tag
12. G'schäft'n san des!
13. Ja, zum Teufel, wie geht's Dir?
14. Gefüllte Kalbsbrust
15. Ein oft bewährtes Hausmittel
16. … und manchmal besser als man glaubt
17. Die Zukunft kennt ja jeder
18. Morgen wird alles anders sein
19. Kleines Opfer für die Götter
20. Herr Zögernitz bleibt unvergessen
21. Aussteigen – aber wie
22. Gäste sind willkommen
23. Die Löwen sind los
24. Wahre Liebe ist das nicht
25. Zwölfter dieses H.T.
26. … und warte auf Dich
27. Das große Zittern
28. Tag der Wunder
29. Ein ganz normaler Mensch
30. Salzgurken und Paradeiser
31. Hier lässt sich's leben
32. Ein Tag der Wunder
33. Ein Kalb für den verlorenen Sohn
34. Sünder haben's eilig
35. Einen besseren find'st du nicht
36. Manchmal muss man sich entscheiden